# Tatiana Crivelli
Tatiana Crivelli (* 1965 in Lugano) ist eine Schweizer Romanistin.

## Leben und Wirken
Tatiana Crivelli wurde in Lugano geboren und besuchte bis zur Matura die Schulen im Tessin. Sie studierte anschliessend italienische Sprache und Literatur an der Universität Zürich. 1989 schloss sie das Studium mit dem Lizentiat ab. Nach Studienaufenthalten in Padua und in den Vereinigten Staaten promovierte sie 1992 in Zürich mit einer von Ottavio Besomi betreuten Arbeit über Giacomo Leopardi. Sie arbeitete darauf als Assistentin und Lehrbeauftragte an der Universität Zürich und an der ETH Zürich. 2000 habilitierte sie sich wiederum in Zürich mit einer Studie über den italienischen Roman der zweiten Hälfte des 18. Jahrhunderts. 2002 war sie Gastprofessorin an der University of Michigan in Ann Arbor. Seit 2003 ist sie ausserordentliche und seit 2010 ordentliche Professorin für Italienische Literaturwissenschaft am Romanischen Seminar der Universität Zürich. 2018 war sie Gastprofessorin an der Universität Venedig.

## Forschungsschwerpunkte
Crivelli beschäftigt sich mit der italienischen Literatur von der Renaissance bis zur Gegenwart. Sie ist Spezialistin für das Werk von Giacomo Leopardi. Weitere Schwerpunkte sind Schriften von Frauen, die kulturellen Beziehungen zwischen der Schweiz und Italien und die Gattung des Romans.

## Auszeichnungen
- 1994: Nuova Antologia-Preis für ihre Dissertation
- 2004: Verleihung des Titels eines Cavaliere der Italienischen Republik (Ordine della Stella della Solidarietà) für ihre Verdienste um die Verbreitung der italienischen Kultur im Ausland
- 2017: Verleihung des Titels eines Ufficiale der Italienischen Republik (Ordine della Stella d’Italia)
- 2022: Aufnahme in die Accademia dell’Arcadia (als eines von 26 ausländischen Mitgliedern)

## Veröffentlichungen (Auswahl)

### Monografien
- Giacomo Leopardi: Dissertazioni filosofiche. Editrice Antenore, Padua 1995, ISBN 88-8455-166-8.
- «Né Arturo né Turpino né la Tavola rotonda». Romanzi del secondo settecento italiano. Salerno, Rom 2002, ISBN 88-8402-369-6.
- La donzelletta che nulla temea. Percorsi alternativi nella letteratura italiana tra Sette e Ottocento. Iacobelli, Rom 2014, ISBN 978-88-6252-232-8.
- mit Silvia Camilotti: Che razza di letteratura è? Intersezioni di diversità nella letteratura italiana contemporanea. Edizioni Ca' Foscari, Venedig 2017, ISBN 978-88-6969-181-2 (doi:10.5167/uzh-141879).

### Herausgeberschaft
- Alice Ceresa: Piccolo dizionario dell’inuguaglianza femminile. Nachwort von Jacqueline Risset. Nottetempo, Rom 2007, ISBN 978-88-7452-107-4.
  - Französische Ausgabe: Petit dictionnaire de l’inégalité féminine. Hrsg. von Tatiana Crivelli, aus dem Italienischen von Renato Weber. La Baconnière, Neuchâtel 2025, ISBN 978-2-88960-166-0.
- mit Abigail Brundin und Maria Serena Sapegno: A Companion to Vittoria Colonna. Brill, Leiden/Boston 2016, ISBN 978-90-04-31073-5.
- Mithrsg.: S/confinare. I rapporti culturali italo-svizzeri tra associazionismo, editoria e propaganda (1935–1965). Peter Lang, Bern 2022, ISBN 978-3-0343-4558-3 (doi:10.5167/uzh-221651).